# Ai Fukuhara
Ai Fukuhara (Japans: 愛 福原, Fukuhara Ai) (Sendai, 1 november 1988) is een Japans tafeltennisspeelster. Ze was in 2004 verliezend finaliste op de Azië Cup en won met het nationale vrouwenteam brons in de landentoernooien van de WK's 2004, 2006 en 2008. Met het nationale vrouwenteam won ze zilver op de Olympische Zomerspelen van 2012 en brons op de Olympische Zomerspelen van 2016.
Fukuhara bereikte in oktober 2015 haar hoogste positie op de ITTF-wereldranglijst, toen ze vierde stond. Ze nam in oktober 2018 afscheid van het professionele circuit.

## Sportieve loopbaan
Fukuhara maakte haar debuut in het internationale (senioren)circuit op het Korea Open 2000, een toernooi in het kader van de ITTF Pro Tour. Ze won tot juli 2009 geen grote enkelspeltitel, maar was daar al enkele keren dicht bij. De eerste keer was dat in 2004, toen ze de finale van de Azië Cup bereikte, maar daarin verloor van Tie Yana. Drie jaar later bereikte ze haar volgende eindstrijd enkelspel op het Brazilië Open, een Pro Tour-toernooi. Wederom liep Tie Yana daaruit weg met goud.

Op het Marokko Open 2009 schreef Fukuhara in juli dan toch haar eerste toernooizege op de Pro Tour op haar naam. In de finale versloeg ze Seok Ha-jun met 4-2.

## Erelijst
Belangrijkste resultaten:
- Brons World Cup 2005
- Brons landentoernooi WK 2004, 2006 en 2008
- Verliezend finaliste Azië Cup 2004
- Verliezend finaliste dubbelspel Aziatische kampioenschappen 2003 (met An Konishi)
- Laatste zestien enkelspel Olympische Zomerspelen 2004 en 2008

ITTF Pro Tour:
Enkelspel:
- Laatste zestien ITTF Pro Tour Grand Finals 2007
- Verliezend finaliste Brazilië Open 2007
- Winnares Marokko Open 2009
- Vijfde plaats Olympische Zomerspelen 2012
- Verliezend finaliste Kuwait Open 2013
- Winnares Japan Open 2013
- Vierde plaats Olympische Zomerspelen 2016

Dubbelspel:
- Kwartfinale ITTF Pro Tour Grand Finals 2007
- Winnares Duitsland Open 2010 (met Kasumi Ishikawa)
- Winnares Marokko Open 2009 (met Kasumi Ishikawa)
- Winnares Taipei Open 2006 (met Ai Fujinuma)
- Verliezend finaliste Duitsland Open 2006 (met Ai Fujinuma)
- Verliezend finaliste Korea Open 2007 (met Ai Fujinuma)

- Bibliotheek van het Japanse parlement: 01009518
- Virtual International Authority File: 254845140